# Sint-Franciscusinstituut (Brakel)
Het Sint-Franciscusinstituut is een middelbare uniformschool met internaat in Sint-Maria-Oudenhove. De school bevindt zich op het domein van het kasteel van Lilare. 
De school is een aangebouwd deel aan het kasteel van Lilare. Voor die aanbouw zijn er stukken gebruikt uit Expo 58. Het schoolpaviljoen is een combinatie van maar liefst drie verschillende Expo 58-paviljoenen. Het Congolees paviljoen met de officiële benaming “Union Minière du Haut Katange” werd na de wereldtentoonstelling heropgebouwd als schoolgebouw: het ganse metalen geraamte ervan diende als uitgangsbasis, aan de voorzijde werden de kenmerkende glasramen behouden. De trap en balustrade komen uit het paviljoen van 'Marie Thumas'. De wand van het Mexicaanse paviljoen, opgebouwd uit een houten raamwerk met glas, wordt gebruikt als scheidingswand tussen de turnzaal en de hal."
Alle leerlingen moeten een bruin uniform dragen. Het uniform verwijst naar Franciscus van Assisi. Daarom dat de school soms ook de bijnaam van 'de bruintjes' krijgt.